# 3753 Cruithne
3753 Cruithne este un asteroid din apropierea Pământului și o planetă minoră, care parcurge o orbită în jurul Soarelui în rezonanță orbitală 1:1 cu Pământul. Este un cvasisatelit al Pământului.

## Caracteristici
Asteroidul are un diametru de circa 5 km. Prin orbita sa care este „legată” de aceea a Pământului a fost supranumit ca fiind „cea de-a doua lună a planetei noastre”, deși nu este un satelit, ci mai degrabă un „companion”.

## Denumirea asteroidului
Asteroidul poartă numele unui popor semi-legendar, cruithni, care locuiseră în Scoția și în părți ale Irlandei între anii 800 î.Hr. și 1000; numele se referă poate, mai specific, la legendara lor primă căpetenie, numită tot Cruithne. Poporul  cruithni a emigrat de pe continentul european și s-a stabilit în Insulele Britanice cam între anii 800 î.Hr. și 500 î.Hr. 
Pronunțarea este: (/ˈkrɪhnʲə/ ) în irlandeză.

## Descoperirea asteroidului
Cruithne a fost descoperit la data de 10 octombrie 1986 de astronomul amator J. Duncan Waldron pe o fotografie luată cu telescopul Schmidt al Observatorul Siding Spring la Coonabarabran în Noua Galie de Sud (Australia). Descoperirea, cu denumirea provizorie 1986 TO, a fost anunțată la data de 14 octombrie 1986 printr-o circulară a Biroului Central al Telegramelor Astronomice.
În prealabil Cruithne fusese observat, la data de 10 octombrie 1983 sub denumirea de 1983 UH, de către astronomul italian Giovanni De Sanctis și de confratele său danez, Richard M. West, la Observatorul din La Silla al Observatorul European Austral în Chile.
Conrad M. Bardwell a identificat 1986 TO cu 1983 UH.
Orbita sa neobișnuită a fost determinată abia în 1997, de către Paul A. Wiegert și Kimmo A. Innanen, de la Universitatea din York la Toronto, și de Seppo Mikkola de la Universitatea din Turku în Finlanda.

## Dimensiuni și orbită

Orbita lui Cruithne (în roșu) văzută de pe Pământ, are forma unui bob de fasole (în galben); Pământul este fix într-un sistem de referință în rotație.

Orbita heliocentrică a Pământului (în albastru) și orbita heliocentrică a asteroidului Cruithne (în roșu).

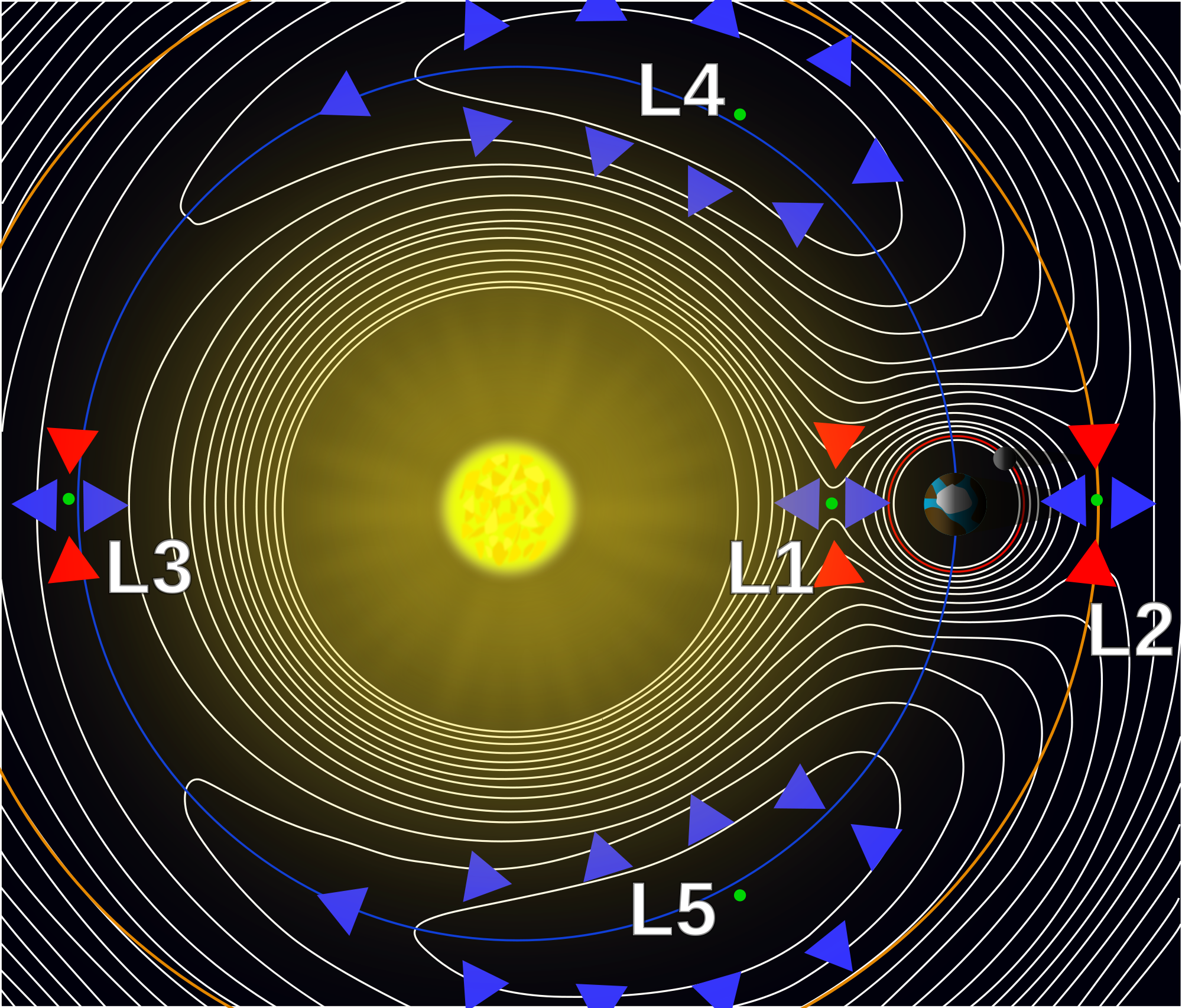
Cele cinci puncte Lagrange ale sistemului Soare-Pământ.

Cruithne are un diametru de circa 5 kilometri. Este situat pe o orbită eliptică normală în jurul Soarelui, cu o perioadă orbitală cvasiegală cu cea a Pământului. Cruithne își parcurge orbita eliptică în ceva mai puțin de un an, apropiindu-se practic până la orbita lui Mercur și îndepărtându-se dincolo de cea a lui Marte. Din punctul de vedere al unui observator terestru, Cruithne descrie o traiectorie care se aseamănă cu un bob de fasole, cu o buclă în jurul Punctului Lagrange L4. Când se află cel mai aproape de Pământ, Cruithne este la o distanță de circa 12.000.000 de kilometri (de 30 de ori distanța dintre Lună și Pământ); când este cel mai departe, unghiul Pământ – Soare – Cruithne atinge 120°.
Perioada orbitală a asteroidului Cruithne fiind foarte puțin mai scurtă decât aceea a Pământului, „fasolea” se decalează, puțin câte puțin, îndepărtându-se de Pământ într-o primă etapă, trecând de cealaltă parte a Soarelui înainte de a reveni aproape până la Punctul Lagrange L4 în vreo 385 de ani. În acel moment, Pământul și Cruithne au un schimb de energie orbitală (un efect de sprijin gravitațional), afectând orbita asteroidului Cruithne cu ceva mai mult de o jumătate de milion de kilometri (iar cea a Pământului cu circa 1,3 cm). Perioada de revoluție a lui Cruithne devine atunci mai lungă decât aceea a Pământului, iar traiectoria asteroidului se decalează din nou, puțin câte puțin, în sens invers. Fenomenul se repetă în celălalt sens 385 de ani mai târziu, scurtându-se perioada de revoluție a asteroidului pentru a se relua de la capăt procesul. În mod global, Cruithne descrie, prin urmare, o orbită în formă de potcoavă din punctul de vedere al unui observator de pe Pământ.
Deși se crede că orbita asteroidului Cruithne nu este stabilă pe termen lung (mai mult de 5.000 de ani), este posibil să se afle în această configurație de rezonanță orbitală de 100.000 de ani. În ultimele două secole, Cruithne s-a apropiat cel mai mult de Pământ în 1902, va fi din nou aproape în 2292, dar de cealaltă parte a „potcoavei”, apoi din nou prin 2676.
Nu există niciun risc de coliziune între Cruithne și Pământ, cele două corpuri neapropiindu-se niciodată la mai puțin de 12 milioane de kilometri. Cruithne nu este niciodată vizibil cu ochiul liber în niciun loc al orbitei sale.

## Proiect de explorare
În 2013, Pierpaolo Pergola, de la Universitatea din Pisa (Italia), a propus un proiect de explorare a asteroidului Cruithne

## Obiecte similare
Mai multe alte obiecte situate pe orbiteîn apropierea Pământului, în rezonanță similară cu aceea a asteroidului Cruithne au fost descoperite după aceea, printre care 54509 YORP, (14620) 1998 UP1, 2002 AA29, 2003 YN107, 2004 GU9, 10563 Izhdubar, (66063) 1998 RO1 și (85990) 1999 JV6.
2003 YN107, 2004 GU9 și 2002 AA29 posedă o orbită a cărei poziție medie descrie o curbă care evoluează între forma unei potcoave și cea a unui cvasisatelit.
Janus și Epimetheus, doi sateliți naturali ai planetei Saturn, evoluează și ei urmând orbite în formă de potcoavă. Aceste orbite sunt mai simple decât cea pe care o urmează Cruithne, însă „ascultă” de aceleași principii.
Numeroși asteroizi troieni au fost detectați în jurul punctelor Lagrange ale mai multor corpuri (îndeosebi Jupiter, dar și Marte, Neptun și unii sateliți ai lui Saturn), dar niciunul din aceste corpuri nu urmează o orbită în formă de potcoavă.

## În literatura științifico-fantastică
Cruithne este locul central al acțiunii din romanul Timpul (în engleză Manifold: Time) de Stephen Baxter, publicat în 1999.